# ژو شونشویی
ژو شونشویی (انگلیسی: Zhu Zhiyu; ۱۷ نوامبر ۱۶۰۰ – ۱ ژانویهٔ ۱۶۸۲) خوشنویس، سیاستمدار، فیلسوف، و آموزگار اهل دودمان چینگ بود.